# Julian Forde
Julian Forde (* 22. April 2001 in Silver Sands) ist ein barbadischer Leichtathlet, der sich auf den Sprint spezialisiert hat.

## Sportliche Laufbahn
Erste internationale Erfahrungen sammelte Julian Forde bei den CARIFTA Games 2019 in George Town, bei denen er mit 11,00 s in der ersten Runde im 100-Meter-Lauf in der U20-Altersklasse ausschied. In den folgenden Jahren studierte er in den Vereinigten Staaten an der Louisiana Tech University und der University of North Texas. 2025 startete er im 60-Meter-Lauf bei den Hallenweltmeisterschaften in Nanjing und platzierte sich dort mit 6,64 s auf dem siebten Platz.

## Persönliche Bestleistungen
- 100 Meter: 10,25 s (+0,2 m/s), 27. Mai 2022 in Bloomington
  - 60 Meter (Halle): 6,57 s, 21. März 2025 in Nanjing